# 佐賀市立巨勢小学校
佐賀市立巨勢小学校（さがしりつ こせしょうがっこう）は佐賀県佐賀市巨勢町大字高尾にある公立小学校。

## 概要
歴史
1874年（明治7年）創立。数回の改組・改称を経て、現校名になったのは1954年（昭和29年）。2024年（令和6年）には創立150周年を迎えた。
校訓
「本気・元気・根気」
校章
桜の花弁を背景にして、中央に校名の頭文字である「巨」の文字を配している。
校歌
作詞は撫尾正信、作曲は陶山聡による。歌詞は3番まであり、1番の歌詞中に校名の「巨勢校」が登場する。
通学区域
佐賀市のうち、「巨勢町（大字牛島69番地・71・73・88～92・93番地の3～13・94番地の8～9・153番地・157～159番地・162番地を除く）」。中学校区は佐賀市立城東中学校。

## 沿革
- 1874年（明治7年）- 佐賀郡高尾村に「高雄小学校」、修理田村に「修理田小学校」、牛島村に「牛島小学校」が創立。
- 実施年月不明 - 修理田小学校と牛島小学校を統合。
- 1886年（明治19年）- 小学校令施行により、尋常科（4年制）を設置の上、「尋常高尾小学校」に改称。
- 1889年（明治22年）4月1日 - 町村制の施行により、佐賀郡4村（高尾・修理田・東西・牛島）が合併し、古瀬村が発足。
- 1892年（明治25年）4月 - 「高尾尋常小学校」に改称。
- 1899年（明治32年）6月6日 - 古瀬村の表記が巨勢村に変更となる（読みは変わらない）。
- 1901年（明治34年）4月 - 高等科（4年制）を併置の上、「高尾尋常高等小学校」に改称（尋常科4年・高等科4年）。
- 1902年（明治35年）4月 - 「巨勢尋常高等小学校」に改称。
- 1908年（明治41年）4月 - 改正小学校令により、尋常科（義務教育）が4年制から6年制に、高等科が4年制から2～3年制に変更となる。
- 1941年（昭和16年）4月1日 - 国民学校令施行により、「巨勢村国民学校」に改称。尋常科を初等科に改める。
- 1947年（昭和22年）4月1日 - 学制改革が行われる。
  - 巨勢村国民学校の初等科は、新制小学校「巨勢村立巨勢小学校」に改組・改称。
  - 巨勢村国民学校の高等科は、青年学校普通科とともに、新制中学校「巨勢村立巨勢中学校」に改組・改称。小学校に併設される。
- 1954年（昭和29年）3月31日 - 佐賀市への編入により、「佐賀市立巨勢小学校」（現校名）・「佐賀市立巨勢中学校」に改称。
- 1957年（昭和32年）3月31日 - 佐賀市立城東中学校への統合により、佐賀市立巨勢中学校が廃止され、校舎等が小学校に移管される。

## 交通
最寄りの鉄道駅
- JR九州 長崎本線 「佐賀駅」

最寄りのバス停留所
- 「巨勢公民館前」停留所
  - 佐賀市営バス 28 今宿・道崎線
  - 西鉄バス 45 江見線

最寄りの幹線道路
- 国道264号「巨勢小学校前」交差点

## 周辺
- 佐賀市立巨勢公民館
- 巨勢公園
- JAさが佐賀市とうぶ支所
- 佐賀市土地改良区
- 横須賀病院

## 参考資料
- 「佐賀市史 第3巻 (近代編 明治期) (PDF) 」（1978年（昭和53年）9月30日, 佐賀市）p.139～p.205 二.明治前期の教育 - 佐賀市ウェブサイト
- 「佐賀市史 第3巻 (近代編 明治期) (PDF) 」（1978年（昭和53年）9月30日, 佐賀市）p.744～p.772 十.明治後期の教育と文化 - 佐賀市ウェブサイト

## 関連事項
- 佐賀県小学校一覧